# 四官营子镇
四官营子镇，是中华人民共和国辽宁省朝阳市凌源市下辖的一个乡镇级行政单位。

## 行政区划
四官营子镇下辖以下地区：
四官营子村、东营子村、窑上村、后朱杖子村、水泉沟村、梅杖子村、老杖子村、大房申村、两家村、黄花沟村、大老爷庙村、下营子村、葛杖子村和小窝铺村。